# Camilo Villegas
Camilo Villegas (Medellín, 7 de enero de 1982) es un golfista colombiano. Actualmente participa en el PGA Tour, donde ha sido el primer colombiano en ganar torneos.
En torneos mayores, Villegas fue cuarto en el Campeonato de la PGA de 2008 y octavo en 2010; noveno en el Abierto de los Estados Unidos de 2008 y decimotercero en el Masters de Augusta de 2009 y el Abierto Británico de 2009.
Logró cinco victorias en el PGA Tour: el Campeonato BMW de 2008, el Tour Championship de 2008, el Honda Classic de 2010, el Campeonato Wyndham de 2014 y el Butterfield Bermuda Championship en 2023. También resultó segundo en el Campeonato de Doral de 2006, el Abierto de Phoenix de 2006 y el Honda Classic de 2007; y tercero en el Players Championship de 2006, el Campeonato Deutsche Bank de 2008 y el WGC Match Play de 2010.
Ha impuesto un estilo particular en el circuito profesional al agacharse para estudiar en los greens, lo cual lo ha hecho merecedor del apodo de "hombre araña". También ha marcado un hito en la moda de la PGA, con sus pantalones rosados y camisas amarillas, todo esto gracias al patrocinio del diseñador Johan Lindeberg.

## Trayectoria
Camilo practica el golf desde niño, bajo la instrucción del colombiano Rogelio González. Ha sido dos veces campeón suramericano, y la Federación Colombiana lo eligió como el golfista de los años 1990.
Pasó luego al golf universitario en los Estados Unidos y formó parte del equipo campeón de la NCCA por los Florida Gators de la Universidad de Florida en 2000 y 2001. En 2004 se graduó en administración de negocios y se hizo golfista profesional.
En 2005 jugó el Nationwide Tour, donde obtuvo nueve top 10 y terminó decimotercero en la lista de ganancias. En el PGA Tour de 2006, Villegas consiguió dos segundos puestos y un tercero, quedando así 38.º en la lista de ganancias.
En 2007 logró un segundo puesto, un tercero y seis top 10, por lo que resultó 41.º en la lista de ganancias del PGA Tour. También obtuvo una victoria en el Tokai Classic del circuito japonés. En 2008 consiguió dos triunfos, dos terceros puestos y siete top 10, por lo que finalizó séptimo en la lista de ganancias del PGA Tour y segundo en la Copa FedEx.
En 2009 se colocó 45.º en la lista de ganancias. En 2010 obtuvo una victoria, un tercer puesto y siete top 10, de modo que se colocó decimosexto en la lista de ganancias. Luego resultó 77.º en 2011, 144.º en 2012 y 117 en 2013.

## Etapa amateur
- Golfista Profesional del Año, 2004
- Ocho títulos individuales en el golf universitario estadounidense, Universidad de la Florida, 2000-2004
- Declarado 'Jugador del Año' y 'Atleta del Año' por la SEC, 2004
- Campeón suramericano de mayores, 2003
- Declarado 'Jugador del Año' por la SEC, 2002
- Campeón del Abierto de Colombia 2001
- Mejor aficionado del Abierto de Colombia - 1997 a 2001
- Campeón nacional de mayores, 1999
- Declarado 'Jugador del Año', 1999
- Campeón nacional de mayores, 1998
- Declarado 'Jugador del Año', 1998
- Campeón nacional de mayores, 1997